# Friedel (Name)
Friedel (auch Friedl) ist eine Variante (Diminutiv oder Koseform) des Vornamens Fridolin oder von Namen, die das Element „fried“ enthalten (wie Alfried, Elfriede, Friedemann, Friedrich, Friederike, Gottfried, Siegfried oder Frieder). 

## Namensträger

### Vorname, männlich
- Friedl Althaller (1926–2007), österreichischer Komponist und Musiker
- Friedl Behn-Grund (1906–1989), deutscher Kameramann
- Friedl Däuber (1911–1997), deutscher Skirennläufer und Skilangläufer
- Friedel Elting (1936–2008), deutscher Fußballtrainer und -funktionär
- Friedel Geratsch (* 1951), deutscher Musiker (Band Geier Sturzflug)
- Friedel von Hagen (* 1968), deutscher DJ und Musik-Produzent
- Friedel Keim (* 1939), deutscher Musiker und Autor
- Friedel Lutz (1939–2023), deutscher Fußballspieler
- Friedel Mensink (1949–1997), deutscher Fußballspieler
- Friedel Münch (1927–2014), deutscher Motorradkonstrukteur
- Friedel Neuber (1935–2004), deutscher Bankmanager und Politiker (SPD)
- Friedl Pfeifer (1911–1995), österreichisch-US-amerikanischer Skirennläufer
- Friedel Rausch (1940–2017), deutscher Fußballspieler und -trainer
- Friedel Schirmer (1926–2014), deutscher Leichtathlet und Politiker (SPD)
- Friedel Schön (1914–2005), deutscher Motorradrennfahrer
- Friedel Schüller (* 1953), deutscher Fußballspieler
- Friedel Thiekötter (1944–2011), deutscher Schriftsteller und Lyriker
- Friedel Tiekötter (* 1935), deutscher Fußballspieler
- Friedl Volgger (1914–1997), Südtiroler Widerstandskämpfer, Politiker und Journalist

### Vorname, weiblich
- Friedel Beckmann (1901–1983), deutsche Opernsängerin
- Friedl Czepa (1898–1973), österreichische Schauspielerin
- Friedl Dicker-Brandeis (1898–1944/KZ Auschwitz), österreichische Malerin, Designerin, Kunsthandwerkerin und Innenarchitektin
- Friedl Hardt (1919–1991), deutsche Schauspielerin
- Friedel Morgenstern (* 1993), deutsche Synchronsprecherin und Hörbuchsprecherin
- Friedel Nowack (1901–1988), deutsche Schauspielerin
- Friedel Schuster (1903–1983), deutsche Operettensängerin und Filmschauspielerin
- Friedel Tietze (n. 1908 – n. 1953), deutsche Rennrodlerin

### Familienname
- Adam Friedel (Adam de Friedel; Adam Friedel von Friedelsburg; um. 1780–nach 1830), dänischer Philhellene und Abenteurer
- August Friedel (1875–1956), deutscher Politiker (SPD, SED)
- Brad Friedel (* 1971), US-amerikanischer Fußballspieler
- Carl Friedel (1862–1931), deutscher Polizeidirektor in Hamm
- Charles Friedel (1832–1899), französischer Chemiker
- Christian Friedel (* 1979), deutscher Schauspieler und Musiker
- Christoph Friedel (Filmproduzent), deutscher Filmproduzent
- Christoph Friedel (Maler) (1578–1668), deutscher Maler
- Dominic Friedel (* 1980), deutscher Theaterregisseur
- Edmond Friedel (1895–1972), französischer Geologe, Direktor der Ecole des Mines
- Eduard Friedel (1871–1949), deutscher Verwaltungsjurist und Ministerialbeamter in Bayern
- Ernst Friedel (1837–1918), deutscher Kommunalpolitiker sowie Geschichts- und Heimatforscher
- Eugen Friedel (1866–1922), württembergischer Verwaltungsjurist
- Frederic Friedel (* 1945), deutscher Wissenschaftsjournalist
- Georg Friedel (Entomologe) (1909–1978), österreichischer Ingenieur und Entomologe
- Georg Friedel (Fußballspieler) (1913–1987), deutscher Fußballspieler
- Georg Friedel (Journalist) (1920–2011), deutscher Journalist und Dokumentarfilmer
- Georges Friedel (1865–1933), französischer Mineraloge und Kristallograph (Friedelsches Gesetz)
- Gernot Friedel (* 1941), österreichischer Theater- und Fernsehregisseur
- Hannelore Friedel (* 1948), deutsche Leichtathletin
- Hans Friedel (1935–2018), deutscher Oberlehrer, Heimatforscher, Chronist
- Heidrun Friedel-Howe (* 1943), deutsche Organisationspsychologin
- Heinz Friedel (1919–2009), deutscher Heimatforscher und Archivar
- Helmut Friedel (* 1946), deutscher Kunsthistoriker
- Helmut Friedel (Fußballspieler) (* 1949), deutscher Fußballspieler und -trainer
- Jacques Friedel (1921–2014), französischer Physiker
- Johann Friedel (Schauspieler) (1755–1789), österreichischer Schauspieler und Schriftsteller
- Johann Friedel (Generalmajor) (später Johann Ritter von Friedel; 1816–1898), österreichischer Generalmajor
- Johann Friedel (Brauereibesitzer) (1856–1902), deutscher Brauereibesitzer und Mitglied des Deutschen Reichstags
- Johann von Friedel (1856–1928), österreichischer Feldzeugmeister
- Johann Friedrich Friedel (1722–1793), deutscher Architekt und Baubeamter
- Karla Lucie Friedel (1893–1970), deutsche Bildhauerin
- Kurt-Joachim Friedel (1921–2013), deutscher Komponist
- Lea Joy Friedel, (* 1998), deutsche Autorin
- Ludwig Friedel (1917–2007), deutscher Industriekaufmann, Fotograf, Bildhauer und Maler
- Lutz Friedel (* 1948), deutscher Maler und Bildhauer
- Michael Friedel (* 1935), deutscher Fotograf
- Nora Friedel (* 1978), österreichische Drehbuchautorin, Regisseurin und Filmproduzentin
- Otto Friedel (1913–1974), deutscher Politiker (DP, MdBB)
- Paul Friedel (1863–1934), sächsischer Generalmajor
- Peter Friedel (1772/1773–1814), deutscher Maler
- Philipp Friedel (* 1987), deutscher Basketballspieler
- Sabine Friedel (* 1974), deutsche Politikerin (SPD)
- Samuel Nathaniel Friedel (1898–1979), US-amerikanischer Politiker
- Valentin Friedel (1859–1932), deutscher Bürgermeister und Landtagsabgeordneter

### Stadtoriginal
- Hemshof-Friedel (Elfriede Kafschinsky, 1914–1979), Ludwigshafener Original